# Пасхина, Ксения Александровна
Ксения Александровна Пасхина (род. 19 ноября 1994 года) — российская тяжелоатлетка, чемпионка Европы 2019 года. Мастер спорта международного класса.

## Карьера
На чемпионате мира в Ашхабаде в 2018 году, Ксения выступала в категории до 87 кг и заняла итоговое 8-е место, общий вес 233 кг.
На чемпионате Европы 2019 года, в Батуми, Ксения по сумме двух упражнений стала чемпионкой Европы, сумев зафиксировать результат 242 кг. Обе малые золотые медали также завоевала россиянка (рывок- 110 кг и толчок - 132 кг).

## Достижения
Чемпионат Европы
| Результат | Вес       | Год  | Место соревнований | Рывок | Толчок | Общий вес |
| Золото    | до 87 кг. | 2019 | Батуми, Грузия     | 110,0 | 132,0  | 242,0     |